# Johann Friedrich Niemann
Johann Friedrich Niemann (* 2. Mai 1764 in Hadmersleben; † 2. September 1846 in Merseburg) war ein deutscher Mediziner und Fachschriftsteller.

## Leben
Niemanns frühe Ausbildung ist nicht bekannt. Er studierte Medizin an der Universität Halle. Dort wurde er 1787 mit der Dissertation Nonnulla de digestione humana, inprimis ea, quam ventriculus praestat zum Doktor der Medizin promoviert. Er ließ sich in Halberstadt als praktischer Arzt nieder und widmete sich zugleich der schriftstellerischen Arbeit. In dieser Zeit wurde er außerdem Brandenburg-Schwedtscher Hofrat. 1800 erhielt er die Ernennung zum preußischen Medizinal- und Sanitätsrat. Sowohl seine praktische, wie auch seine schriftstellerische Arbeit erfreuten sich eines guten Rufes.
Niemann erhielt 1840 den Titel eines Geheimen Medizinalrats, 1841 trat er in den Ruhestand. Er war Ritter des Eisernen Kreuzes II. Klasse und Mitglied mehrerer gelehrter Gesellschaften. Er stiftete 1837, anlässlich seines fünfzigjährigen Doktorjubiläums die Niemann-Stiftung an der Universität Halle, durch die begabte Medizinstudenten aus dem Regierungsbezirk Merseburg gefördert werden konnte.

## Werke (Auswahl)
- Nonnulla de digestione humana, inprimis ea, quam ventriculus praestat, Halle 1787.
- Taschenbuch für Haus-Thierärzte, Aerzte und Oeconomen, 2 Bände, Groß, Halberstadt 1804–1805.
- Anleitung zur Visitation der Apotheken und der übrigen Arznei-Vorräthe so wie der chirurgischen Apparate, welche medizinische Polizei-Aufsicht fodern, in Bezug auf die Preussische Medizinal-Verfassung, Barth, Leipzig 1807 (4. Auflage 1831).
- Pharmacopoea Batava, 2 Bände, 2. Auflage, Barth, Leipzig 1824.